# خينوتيغا
خينوتيغا (بالإنجليزية: Jinotega)‏ هي مدينة، ومدينة كبيرة، وعاصمة تتبع جينوتيغا، و . وهي عاصمة جينوتيغا . بلغ عدد سكانها 131106 نسمة في 2015 . تبلغ مساحتها 640.6 كيلومتر مربع . ورمزها البريدي هو 65000 .

## الموقع
تشترك في الحدود مع:
- إدارة إستيلي
- إستيلي
- سان رافاييل ديل نورتي
- ماتاغلبا
- إدارة ماتاغلبا
- لا كونكورديا.

## مدن توأم
المدن التوأم:
- زولينغن
- أولم
- زوترمير
- كورنيلا دي يوبريغات.

## أعلام
- إريك رودريغيز